# مراقبة عالمية

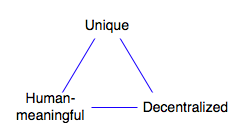
مربع زوكوس

يمكن تعريف مراقبة الجمهور العالمية بأنها مراقبة جماعية لمجموعات سكانية بأكملها عبر الحدود الوطنية.
لم تعترف الحكومات ووسائل الإعلام الرئيسية بوجودها، على نطاق واسع، إلى أن أثارت كشوف المراقبة العالمية التي قام بها إدوارد سنودن جدلًا حول الحق في الخصوصية في العصر الرقمي.
يمكن إرجاع جذورها إلى منتصف القرن العشرين، حين وُقعت المعاهدة البريطانية الأمريكية بالاشتراك بين المملكة المتحدة والولايات المتحدة، التي توسعت في ما بعد لتشمل كندا وأستراليا ونيوزيلندا، من أجل إنشاء تحالف العيون الخمس الحالي. وضع التحالف ترتيبات تعاون مع دول «خارجية» عديدة. أدى ذلك في نهاية المطاف إلى إنشاء شبكة مراقبة عالمية، أُطلق عليها اسم «إيكيلون» (1971).

## الخلفية التاريخية
تعود أصول المراقبة العالمية إلى أواخر أربعينات القرن العشرين بعد أن اشتركت المملكة المتحدة والولايات المتحدة في سن المعاهدة البريطانية الأمريكية، التي تُوجت في نهاية المطاف بإنشاء شبكة المراقبة العالمية التي أُطلق عليها اسم «إيكيلون» في عام 1971.
جرى الكشف، في أعقاب فضيحة ووترغيت في سبعينيات القرن العشرين والتحقيق اللاحق الذي أجراه الكونغرس بقيادة السناتور فرانك تشرتش، عن أن وكالة الأمن القومي الأمريكية، بالتعاون مع مكاتب الاتصالات الحكومية البريطانية، قد اعترضتا، على نحو متكرر، الاتصالات الدولية لقادة بارزين مناهضين لحرب فيتنام كجين فوندا والدكتور بينجامين سبوك. أبرز تحقيق أجراه البرلمان الأوروبي على مدى سنوات دور وكالة الأمن القومي الأمريكية في التجسس الاقتصادي، وذلك في تقرير، نُشر عام 1999، بعنوان «تطور تكنولوجيا المراقبة وخطر إساءة استعمال المعلومات الاقتصادية».

مع ذلك، في ما يخص اهتمام عامة الناس، كانت سلسلة من عمليات الكشف التفصيلية لوثائق داخلية لوكالة الأمن القومي في يونيو 2013 هي التي كشفت لأول مرة المدى الهائل لتجسس وكالة الأمن القومي، سواء الأجنبية أو المحلية. سرب المتعاقد السابق مع وكالة الأمن القومي الأمريكية إدوارد سنودن معظم هذه الوثائق. أُشير، رغم ذلك، إلى عدد من برامج المراقبة العالمية القديمة كبريسم، وإكسكايسكور، وتيمبورا في آلاف من الوثائق التي نُشرت عام 2013. استهدف التحالف الاستراتيجي «العيون الخمس» المكون من أستراليا وكندا ونيوزيلندا والمملكة المتحدة والولايات المتحدة، وهي خمس دول غربية ناطقة باللغة الإنجليزية تهدف إلى تحقيق الوعي الكامل بالمعلومات عبر إحكام السيطرة على الإنترنت باستخدام أدوات تحليلية كباوندلس إنفورمانت، العديد من البلدان في جميع أنحاء العالم، ومنها الحلفاء الغربيين والدول الأعضاء في حلف شمال الأطلسي. تقوم وكالة الأمن القومي الأمريكية، بحسب تأكيد مديرها كيث بي. أليكسندر في 26 سبتمبر 2013، بجمع وتخزين جميع السجلات الهاتفية لجميع المواطنين الأمريكيين. يُحتفظ بجزء كبير من البيانات في مرافق تخزين كبيرة كمركز يوتا للبيانات، وهو مشروع ضخم، تبلغ تكلفته 1.5 مليار دولار أمريكي، وقد أشارت إليه صحيفة وول ستريت جورنال باعتباره «رمزًا لبراعة وكالة التجسس في مجال المراقبة».
يستمر نظام المراقبة العالمية في النمو في الوقت الحاضر. وهو يقوم حاليًا بجمع الكثير من المخلفات الرقمية، كرسائل البريد الإلكتروني، والمكالمات، والرسائل النصية، وبيانات موقع الهواتف المحمولة، وفهرس بفيروسات الكمبيوتر، حتى أن وكالة الأمن القومي الأمريكية تبني مرفقًا مساحته مليون قدم مربع في صحراء يوتا لتخزينها ومعالجتها.

ـــــــــــــ صحيفة نيويورك تايمز (أغسطس 2012).
بدأت صحيفة الغارديان البريطانية، في 6 يونيو 2013، في نشر سلسلة من المعلومات كشف عنها مخبر أمريكي غير معروف حينها، وقد عُرف بعد عدة أيام بأنه إدوارد سنودن، محلل أنظمة سابق في وكالة المخابرات المركزية ووكالة الأمن القومي الأمريكية. أعطى سنودن ذاكرة تخزين مؤقتة تحتوي على وثائق إلى صحفيين هما غلين غرينوالد ولورا بويتراس. قدر غرينوالد لاحقًا أن الذاكرة تحتوي على 15,000 إلى 20,000 وثيقة، بعضها كبير جدًا ومفصل، وبعضها صغير جدًا. أصبح من الواضح، على مدى أكثر من شهرين من نشر المنشورات، إدارة وكالة الأمن القومي الأمريكية شبكة معقدة من برامج التجسس، التي سمحت لها باعتراض الإنترنت والمكالمات الهاتفية لأكثر من مليار مستخدم في عشرات البلدان بجميع أنحاء العالم. جرى الكشف عن معلومات محددة حول الصين، والاتحاد الأوروبي، وأمريكا اللاتينية، وإيران، وباكستان، وأستراليا، ونيوزيلندا، ومع ذلك، فإن الوثائق المنشورة تكشف أن العديد من البرامج جمعت كميات كبيرة من المعلومات بعشوائية، وبشكل مباشر من الخوادم المركزية وشبكات الإنترنت الرئيسية، التي تحمل المعلومات من بلدان بعيدة وتعيد توجيها باستمرار.
تتداخل العديد من البرامج وتترابط في ما بينها، بسبب هذه الخوادم المركزية وشبكات الإنترنت الرئيسية. نُفذت هذه البرامج، في كثير من الأحيان، بمساعدة كيانات أمريكية كوزارة العدل الأمريكية ومكتب التحقيقات الفيدرالي، وخضعت لقوانين الولايات المتحدة كقانون مراقبة الاستخبارات الأجنبية، وقد وقعت محكمة مراقبة الاستخبارات الخارجية الأمريكية على أوامر المحكمة اللازمة لها. تلقت بعض برامج وكالة الأمن القومي الأمريكية مساعدة مباشرة من وكالات استخبارات قومية وأجنبية، ومكاتب الاتصالات الحكومية البريطانية، ومديرية الإشارات الأسترالية، وكذلك من شركات خاصة كبيرة للاتصالات والإنترنت، كفيرايزون، وتلسترا، وجوجل، وفيسبوك.
يُعد ما كشف عنه سنودن من أنشطة المراقبة التي تقوم بها وكالة الأمن القومي الأمريكية استمرارًا للتسريبات الإخبارية التي كانت مستمرة منذ أوائل الألفية الثانية. انتقد المسؤول السابق في المخابرات الأمريكي وليم بيني، وذلك بعد مرور عام على هجمات 11 سبتمبر 2001، وكالة الأمن القومي الأمريكية علنًا، لتجسسها على مواطني الولايات المتحدة.
تبع ذلك المزيد من الكشوفات. نشرت صحيفة نيويورك تايمز، في 16 ديسمبر 2005، تقريرًا تحت عنوان «بوش يسمح للولايات المتحدة التجسس على المتصلين بدون إذن من المحاكم». قدمت صحيفة يو إس إيه توداي، في عام 2006، دليلًا آخر على المراقبة المحلية التي تقوم بها وكالة الأمن القومي الأمريكية لمواطني الولايات المتحدة. أصدرت الصحيفة، في 11 مايو 2006، تقريرًا بشأن «قاعدة البيانات الضخمة» لوكالة الأمن القومي الأمريكية الخاصة بسجلات الهاتف التي جُمعت من «عشرات الملايين» من مواطني الولايات المتحدة. وفقًا لصحيفة يو إس إيه توداي، وفرت العديد من شركات الاتصالات كإيه تي آند تي، وفيرايزون، وبلساوث هذه السجلات الهاتفية. كشف المحلل الأمني باباك باسدار، في عام 2008، عن وجود ما يُسمى «دائرة كوانتيكو»، اكتشفها هو وفريقه عام 2003، عندما استُدعي لتحديث نظام الناقل الأمني. زودت الدائرة الحكومة الفيدرالية للولايات المتحدة بأسلوب غير مباشر للدخول إلى شبكة مزود لاسلكي لم يكشف عن اسمه، عُرف في ما بعد باسم فيرايزون.